# Cathédrale Saint-André de Sydney
Cette  cathédrale n’est pas la seule cathédrale Saint-André.
La cathédrale Saint-André de Sydney (en anglais : St Andrew's Cathedral) est une cathédrale anglicane de Sydney.